# Džajgarh

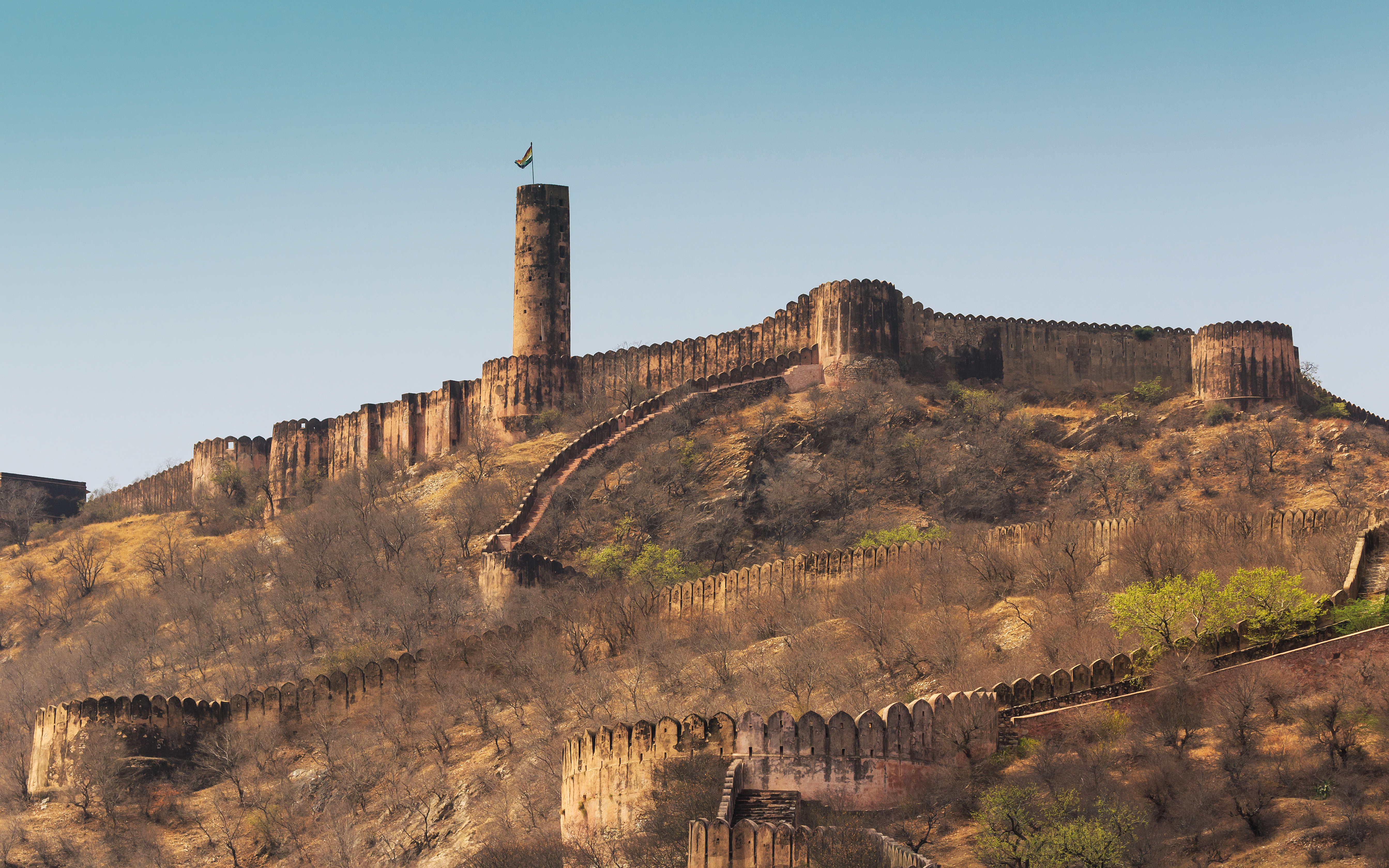
Džajgarhská pevnost

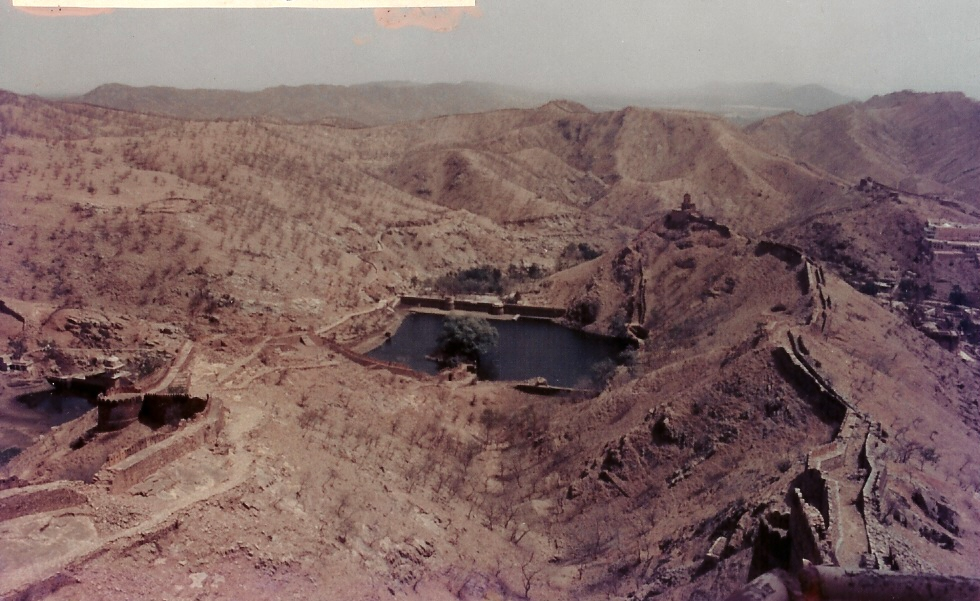
vrchovina Aravalli z Džajgarhské pevnosti

Džajgarhská pevnost, se nachází ve městě Amber, přibližně 10 km severně od Džajpuru, v indickém státě Rádžasthán. Leží na vrcholu Cheel ka Teela (Vrh orlů) nad pevností Amber, s kterou je propojena dobře opevněnými průchody.
Džajgarhská pevnost byla postavena v roce 1726 za vlády maharádži Jai Singh II k posílení bezpečnosti Amberu a Džajpuru. Královská rodina z Džajpuru ji využívala jako pokladnici. Předpokládá se, že zlato a šperky královské rodiny byly uloženy v prostorech pod vodní nádrží. Voda do nádrže byla přiváděna 5km vodním kanálem z okolních vyšších pahorků. Říká se, že nádrž byla otevřena během výjimečného stavu v letech 1975-1977 za vlády Indiry Gándhíové
Ve zdejších slévárnách bylo centrum dělostřelecké produkce rádžpútů a byl zde vyroben i největší pojízdný kanón Jaivana

## Fotografie

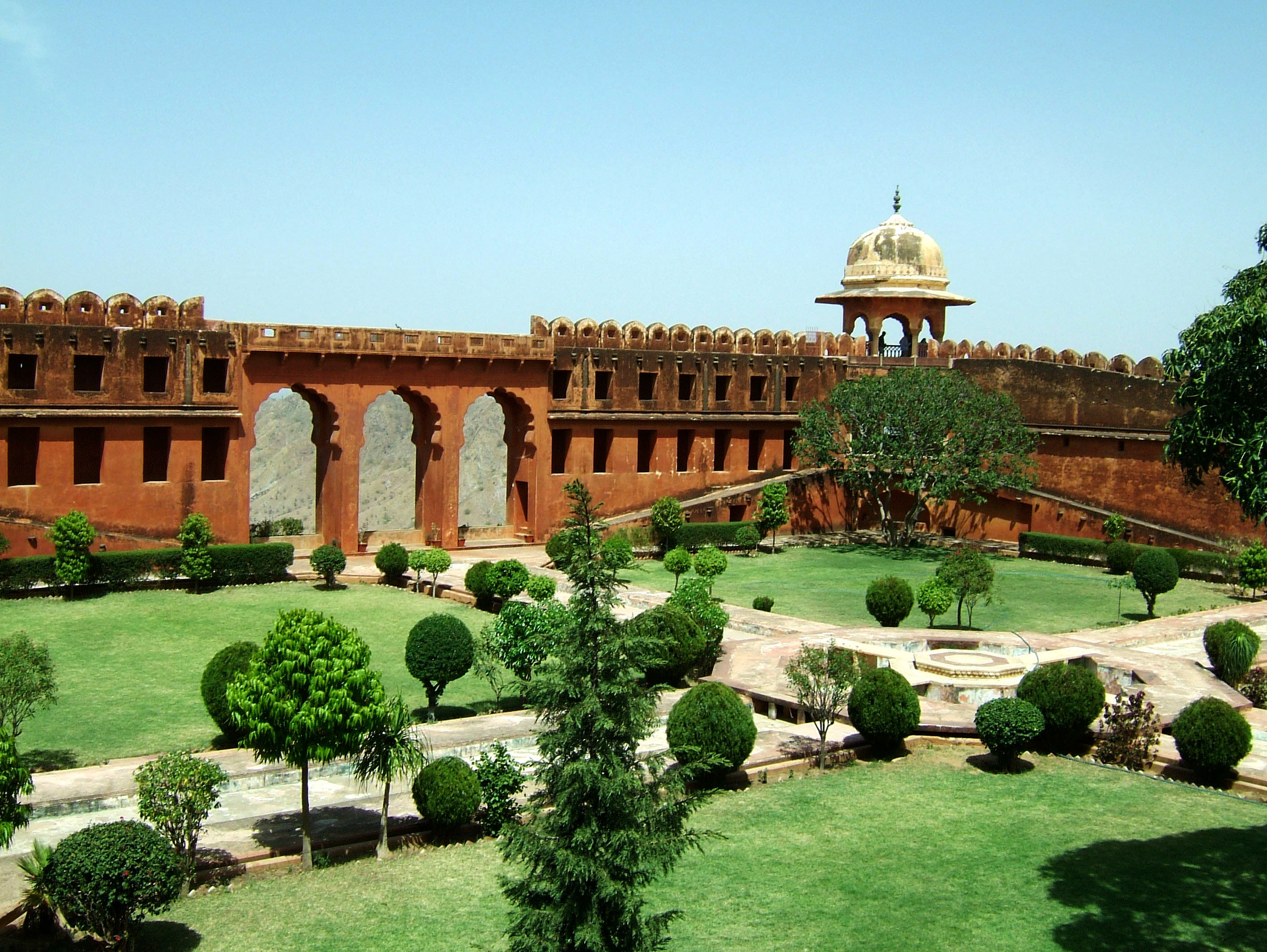
Areál Džajpuru
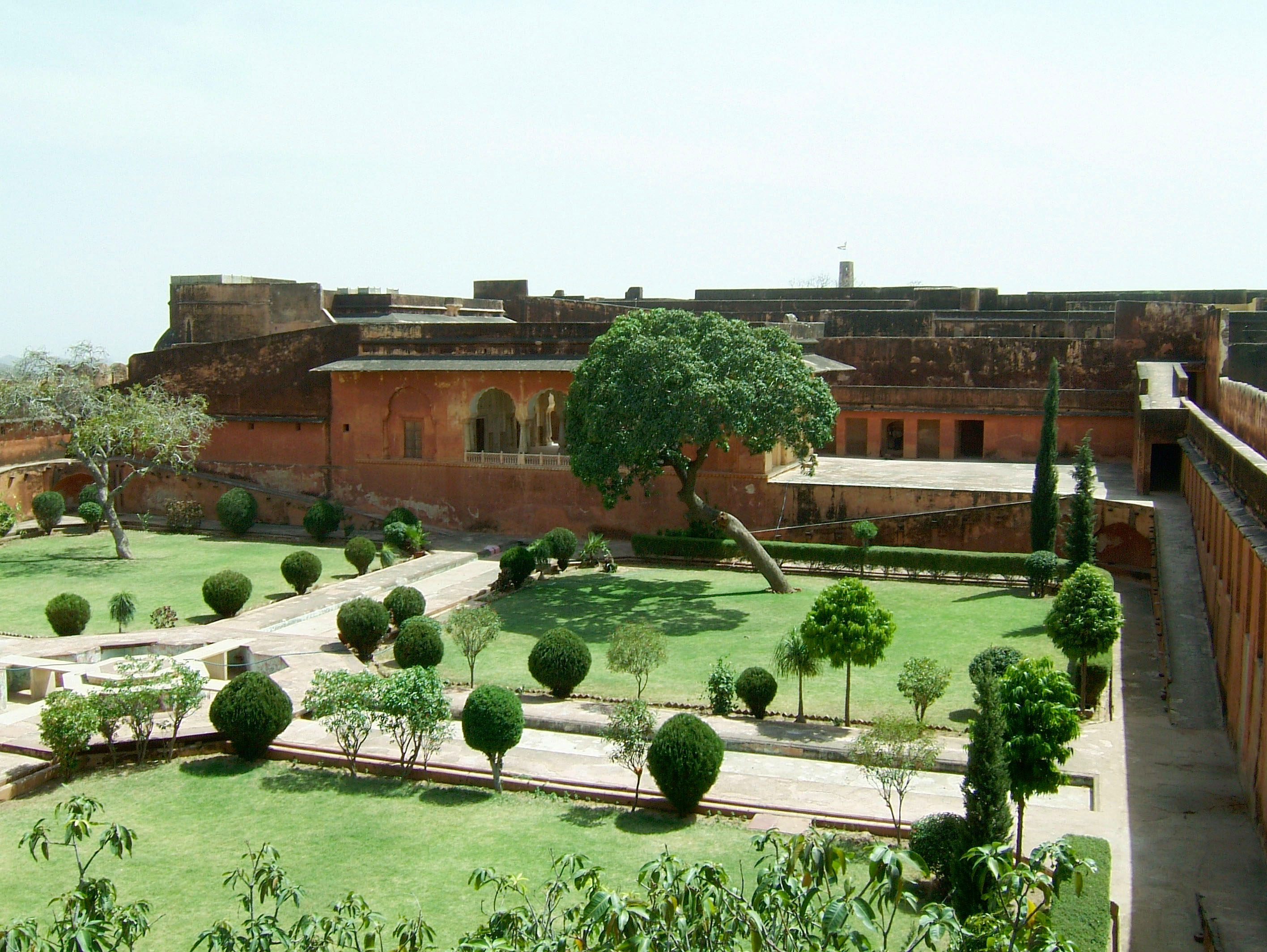
Areál Džajpuru
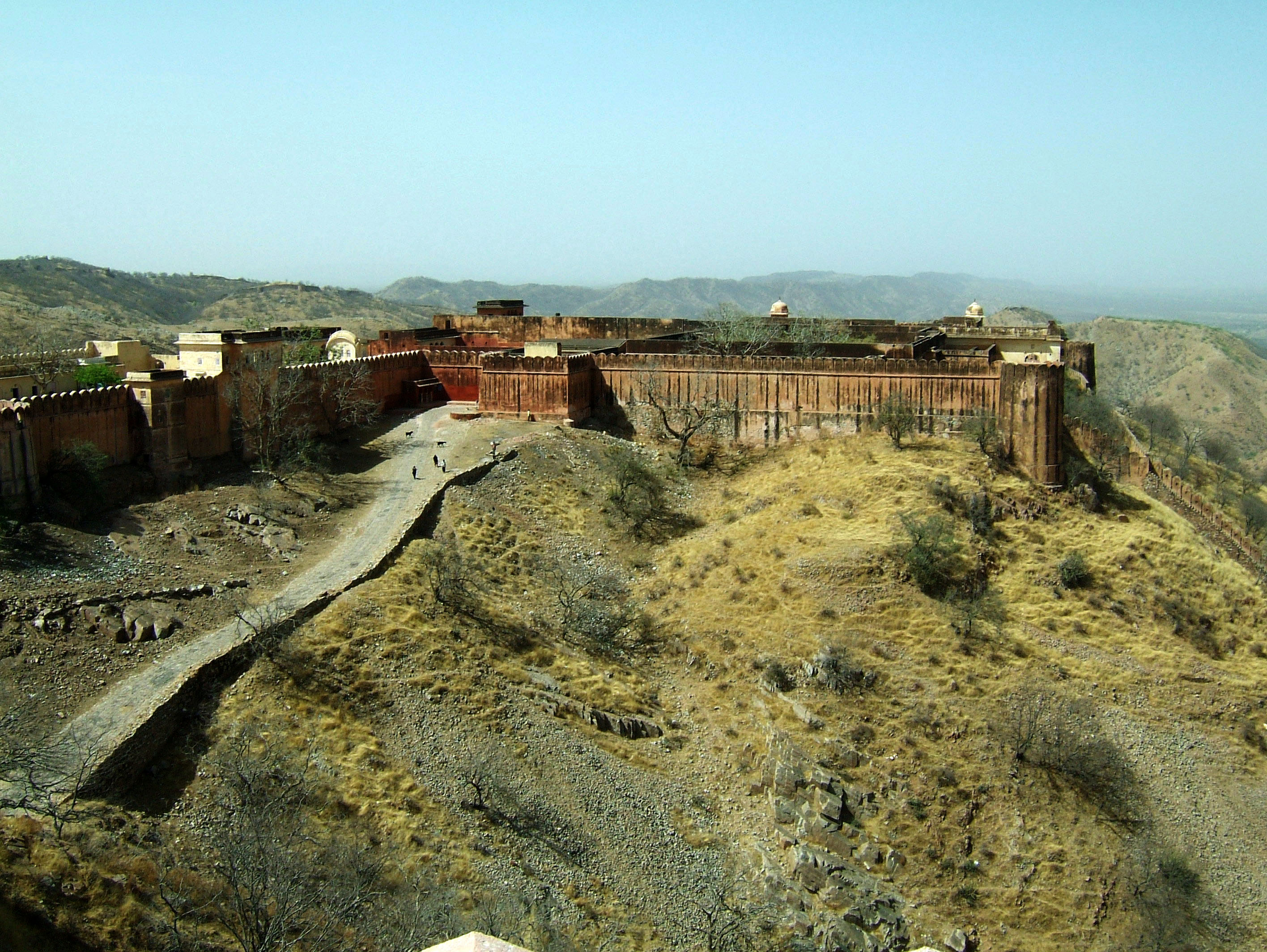
Fortifikace
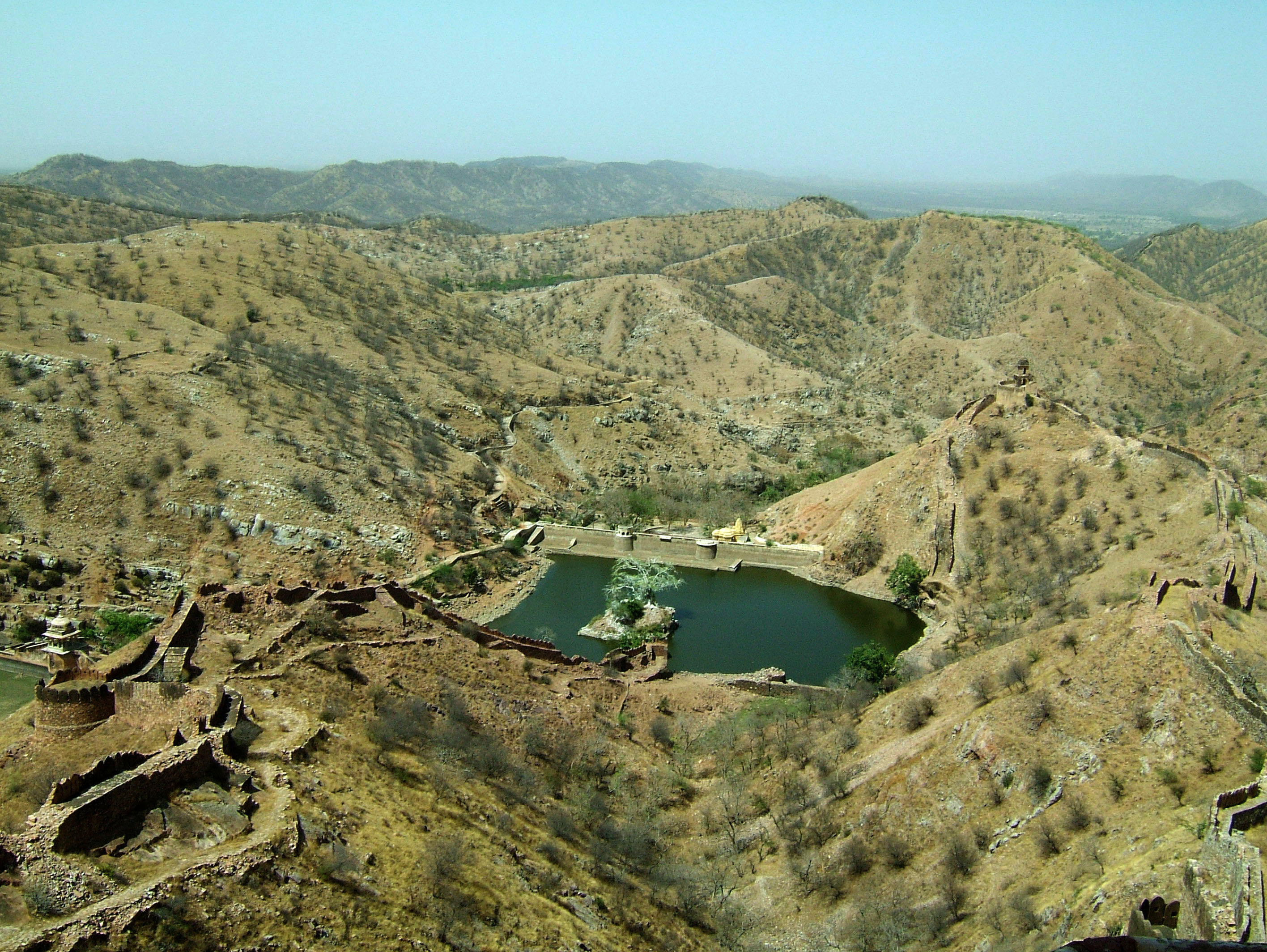
Vodní cisterna